# Liste der Bodendenkmäler in Münsing
Auf dieser Seite sind die Bodendenkmäler in der oberbayerischen Gemeinde Münsing zusammengestellt. Diese Tabelle ist eine Teilliste der Liste der Bodendenkmäler in Bayern. Grundlage ist die Bayerische Denkmalliste, die auf Basis des Bayerischen Denkmalschutzgesetzes vom 1. Oktober 1973 erstmals erstellt wurde und seither durch das Bayerische Landesamt für Denkmalpflege geführt wird. Die folgenden Angaben ersetzen nicht die rechtsverbindliche Auskunft der Denkmalschutzbehörde.

## Bodendenkmäler der Gemeinde Münsing

### Bodendenkmäler in der Gemarkung Degerndorf
| Lage                              | Objekt | Akten-Nr.     | Bild           |
| --------------------------------- | --- | ------------- | -------------- |
| Degerndorf (Standort)             | Verebneter Grabhügel vorgeschichtlicher Zeitstellung.                                                                                                  | D-1-8134-0014 |                |
| Degerndorf (Standort)             | Grabhügel vorgeschichtlicher Zeitstellung. | D-1-8134-0016 |                |
| Degerndorf (Standort)             | Körpergräber der späten römischen Kaiserzeit und des frühen Mittelalters.                                                                              | D-1-8134-0026 |                |
| Degerndorf (Standort)             | Grabhügel vorgeschichtlicher Zeitstellung. | D-1-8134-0046 |                |
| Degerndorf (Standort)             | Schanze des späten Mittelalters oder der frühen Neuzeit.                                                                                               | D-1-8134-0093 |                |
| Degerndorf Kirchberg 3 (Standort) | Untertägige mittelalterliche und frühneuzeitliche Befunde im Bereich der Katholischen Pfarrkirche St. Michael in Degerndorf und ihrer Vorgängerbauten. | D-1-8134-0100 | weitere Bilder |

### Bodendenkmäler in der Gemarkung Eurasburg
| Lage                         | Objekt | Akten-Nr.     | Bild                    |
| ---------------------------- | --- | ------------- | ----------------------- |
| Eurasburg (Standort)         | Burgstall des hohen und späten Mittelalters (Schallenkam). Siehe auch: Burgstall, Schallenkam                                                             | D-1-8134-0006 | Burgstall D-1-8134-0006 |
| Eurasburg (Standort)         | Untertägige frühneuzeitliche Befunde im Bereich der Katholischen Kapelle St. Kastulus in Schallenkam. Siehe auch: St. Kastulus (Schallenkam), Schallenkam | D-1-8134-0110 | weitere Bilder          |
| Eurasburg Münsing (Standort) | Burgstall des hohen Mittelalters (Schallenkam). | D-1-8134-0111 |                         |

### Bodendenkmäler in der Gemarkung Holzhausen a.Starnberger See
| Lage                                                         | Objekt | Akten-Nr.     | Bild           |
| ------------------------------------------------------------ | --- | ------------- | -------------- |
| Holzhausen a.Starnberger See Kirchbergstraße 10 (Standort)   | Untertägige mittelalterliche und frühneuzeitliche Befunde im Bereich der Katholischen Filialkirche St. Johann Baptist und Georg in Holzhausen a. Starnberger See und ihrer Vorgängerbauten. Siehe auch: St. Johann Baptist und Georg, Holzhausen am Starnberger See | D-1-8134-0102 | weitere Bilder |
| Holzhausen a.Starnberger See Beuerberger Straße 3 (Standort) | Untertägige mittelalterliche und frühneuzeitliche Befunde im Bereich der ehemalige Wallfahrts- und Katholischen Filialkirche St. Maria in Sankt Heinrich und ihrer Vorgängerbauten. Siehe auch: St. Maria (Sankt Heinrich), Sankt Heinrich (Münsing)                | D-1-8134-0104 | weitere Bilder |

### Bodendenkmäler in der Gemarkung Höhenrain
| Lage                 | Objekt                                        | Akten-Nr.     | Bild |
| -------------------- | --------------------------------------------- | ------------- | ---- |
| Höhenrain (Standort) | Grabhügel mit Bestattungen der Hallstattzeit. | D-1-8034-0035 |      |

### Bodendenkmäler in der Gemarkung Münsing
| Lage                                      | Objekt | Akten-Nr.     | Bild           |
| ----------------------------------------- | --- | ------------- | -------------- |
| Münsing (Standort)                        | Grabhügel mit Bestattungen der Hallstattzeit. Siehe auch: Hallstattzeit | D-1-8034-0030 |                |
| Münsing (Standort)                        | Grabhügel mit Bestattungen der Hallstattzeit. | D-1-8034-0031 |                |
| Münsing (Standort)                        | Grabhügel mit Bestattungen der Hallstattzeit. | D-1-8034-0032 | weitere Bilder |
| Münsing (Standort)                        | Grabhügel vorgeschichtlicher Zeitstellung. | D-1-8034-0033 |                |
| Münsing (Standort)                        | Grabhügel mit Bestattungen der Hallstattzeit. | D-1-8034-0034 |                |
| Münsing (Standort)                        | Körpergräber des frühen Mittelalters. | D-1-8034-0036 |                |
| Münsing (Standort)                        | Körpergräber des frühen Mittelalters. | D-1-8034-0037 |                |
| Münsing (Standort)                        | Grabhügel vorgeschichtlicher Zeitstellung. | D-1-8034-0052 |                |
| Münsing (Standort)                        | Bestattungsplatz mit Grabhügeln und Flachgräbern der Hallstattzeit sowie Siedlung vor- und frühgeschichtlicher Zeitstellung, unter anderem des frühen Mittelalters.                                                                  | D-1-8034-0053 |                |
| Münsing (Standort)                        | Siedlung der frühen Bronzezeit. Siehe auch: Bronzezeit | D-1-8034-0087 |                |
| Münsing (Standort)                        | Untertägige mittelalterliche und frühneuzeitliche Befunde im Bereich der Katholischen Pfarrkirche Mariä Himmelfahrt in Münsing und ihrer Vorgängerbauten.                                                                            | D-1-8034-0195 | weitere Bilder |
| Münsing Nördliche Seestraße 13 (Standort) | Untertägige frühneuzeitliche Befunde im Bereich von Schloss Ammerland und seinem Vorgängerbau (Altes Schloss) mit Schlosskapelle Hl. Drei Könige, ehemalige Wirtschaftshof und barocken Gartenanlagen. Siehe auch: Schloss Ammerland | D-1-8034-0197 | weitere Bilder |
| Münsing (Standort)                        | Untertägige frühneuzeitliche Befunde im Bereich der Katholischen Kapelle St. Koloman in Weipertshausen. Siehe auch: Weipertshausen                                                                                                   | D-1-8034-0200 | weitere Bilder |
| Münsing (Standort)                        | Untertägige mittelalterliche und frühneuzeitliche Befunde im Bereich der Katholischen Filialkirche St. Vitus in Staudach und ihres Vorgängerbaus. Siehe auch: St. Vitus (Staudach), Staudach (Münsing)                               | D-1-8034-0202 | weitere Bilder |
| Münsing (Standort)                        | Grabhügel vorgeschichtlicher Zeitstellung. | D-1-8034-0225 |                |
| Münsing (Standort)                        | Grabhügel mit Bestattungen der Hallstattzeit. | D-1-8134-0015 |                |
| Münsing (Standort)                        | Verebneter Grabhügel vorgeschichtlicher Zeitstellung. | D-1-8134-0017 |                |
| Münsing (Standort)                        | Verebnete Grabhügel vorgeschichtlicher Zeitstellung. | D-1-8134-0018 |                |
| Münsing (Standort)                        | Grabhügel mit Bestattungen der Hallstattzeit. | D-1-8134-0020 |                |
| Münsing (Standort)                        | Grabhügel vorgeschichtlicher Zeitstellung. | D-1-8134-0021 |                |
| Münsing (Standort)                        | Grabhügel vorgeschichtlicher Zeitstellung. | D-1-8134-0041 |                |
| Münsing (Standort)                        | Brandopferplatz der späten Hallstatt- und frühen Latènezeit sowie der römischen Kaiserzeit. | D-1-8134-0042 |                |